# M17 MGMC
M17 MGMC – amerykańskie samobieżne działo przeciwlotnicze wykorzystujące podwozie transportera opancerzonego M5 Half-track. W tylnej części podwozia umieszczono platformę M45 Quadmount z czterema wkm-ami M2. Naprowadzanie broni na cel – ręcznie.
M17 MGMC miał konstrukcję zbliżoną do M16 MGMC wykorzystującego podwozie M3 Half-track i został przyjęty do uzbrojenia w 1942 roku. Duże ilości tych pojazdów zostało dostarczone w ramach Lend-Lease ZSRR, skąd trafiły do Ludowego Wojska Polskiego. Po II wojnie światowej M14 MGMC były używane przez US Army jeszcze podczas wojny koreańskiej, zarówno jako pojazdy przeciwlotnicze, jak i pojazdy zwalczające cele naziemne.